# C/1942 EA
C/1942 EA是太陽系的一顆週期彗星，在文獻中也被稱為D/1942 EA 和P/1942 EA，屬於哈雷型彗星。
1942年3月11日，芬蘭天文學家于尔约·韦伊塞莱發現C/1942 EA，並一直被觀測到同年4月17日。
這顆彗星的命名過程有著一段坎坷的歷史。在發現它時，科學家認為它是一顆小行星，因此被命名為1942 EA；當科學家意識到它具有彗星性質時，它的名字被改為1942c和1942 II。進一步的觀察使科學家能夠計算出初步軌道值，結果證明公轉軌道是週期性的。該彗星應該被命名為P/1942 E1 Väisälä，但由於第二次世界大戰，科學家無法對其進行足夠長時間的觀測，它被指定為D/ 1942 EA，並有一個非正式名稱維薩拉二號彗星，因為它是于爾約·維薩拉發現的第二顆週期彗星。

## 外部連結
- Minor Planet Center （页面存档备份，存于）
- Seiichi Yoshida （页面存档备份，存于）